# Geum vernum
Geum vernum là loài thực vật có hoa trong họ Hoa hồng. Loài này được (Raf.) Torr. & A. Gray mô tả khoa học đầu tiên năm 1840.